# Вілліброрд
Вілліброрд (англ. Willibrord, бл. 658  —7 листопада 739) — середньовічний бенедиктинський чернець, християнський місіонер, 1-й єпископ Утрехту в 695—739 роках. Відомий як «Апостол фризів». Святий римо-католицької церкви.

## Життєпис
Походив зі шляхетського англського роду. Син аристократа Вілгілса з Нортумбрії. Народився близько 658 року. У віці 7 років Вілліброрда було віддано до бенедиктинського абатства Ріпон, під опіку Святого Вілфріда. Після настання повноліття Віллброрд стає ченцем.
У 20 років (близько 678 року) вирушив до абатства Ратмельсинги (тепер абатство Рат-Мелліфонт) в Ірландії, що на той час було одним з визначніших центрів богослов'я в Європі. Тут протягом 12 років удосконалював свою освіту під орудою Св. Егберта.
У 690 році увійшов до групи з 12 місіонерів, що вирушали проповідувати ідеї християнства в королівстві Фризія. В цей час точилася війна між фризьким королем-поганином Радбодом і Піпіном II, майордома Франкського королівства. Разом з іншими місіонерами Вілліброрд дійшов до Утрехта, на шляху проповідуючи та навчаючи християнства фризів.
Далі вирушив до Риму. Тут папа римський Сергій I офіційно надав доручення Вілліброрду проповідувати християнство серед фризів, а також призначив першим Утрехтським єпископом. По поверненню заснував у Фризії багато церков та монастир в Утрехті, що став його кафедрою. В Ехтернасі заснував абатство, що з часом набуло значного піднесення.
Між 710 та 714 роками здійснив місіонерську подорож до держави Онгенда, конунга данів, проте там не здобув значних успіхів через опір знаті. Тому повернувся до Фризії. У 714 році хрестив Піпіна, сина франкського майордома Карла Мартела.
У 716 році колишній король Радборд, користуючись боротьбою за владу в Франкському королівстві, відновив свою владу на Фризією. При цьому знищив безліч церков. Втім Вілліброрд та Утрехт уціліли. У 719 році після загибелі Радборда та встановлення влади Карла Мартела у Фризії відновлюється місіонерська діяльність Вілліброрда. Останній доклав чимало зусиль задля відновлення християнських громад та церков у Фризії.
Останні роки життя провів в Ехтернахі, де помер у 739 році.